# Храм Калия джу
Калия джу (бенг. কালিয়া জীউ মন্দির) — индуистский храм, который был построен во славу Кришны и расположен на западной стороне города Динаджпур.